# Sărățica, Bolgrad
Sărățica (în ucraineană Матильдівка, transliterat: Matîldivka, în germană Sarazika-Weiler) este un sat în comuna Borodino din raionul Bolgrad, regiunea Odesa, Ucraina. A purtat și denumirea Jovtneve. Satul a fost locuit de germanii basarabeni.

## Demografie
Componența lingvistică a localității Sărățica
     Română (67,06%)
     Ucraineană (19,44%)
     Rusă (7,14%)
     Bulgară (1,59%)
Conform recensământului din 2001, majoritatea populației localității Sărățica era vorbitoare de română (67,06%), existând în minoritate și vorbitori de ucraineană (19,44%), rusă (7,14%) și bulgară (1,59%).